# Relaciones México-Seychelles
Las naciones de México y Seychelles establecieron relaciones diplomáticas en 1986. Ambas naciones son miembros de las Naciones Unidas.

## Historia
México y Seychelles establecieron relaciones diplomáticas en 1986. Los vínculos se han desarrollado principalmente en el marco de foros multilaterales. 
En noviembre de 2010, el gobierno de Seychelles envió una delegación de cuatro miembros para asistir a la Conferencia de las Naciones Unidas sobre el Cambio Climático de 2010 en Cancún, México.

## Misiones diplomáticas
- México está acreditado ante Seychelles a través de su embajada en Nairobi, Kenia.[3]
- Seychelles está acreditado ante México a través de su misión permanente ante las Naciones Unidas en Nueva York.[4]